# Нейлсон, Аделаида
Лилиан Аделаида Нейлсон (имя при рождении Элизабет Энн Браун; 3 марта 1848 — 15 августа 1880) — британская актриса.
Родилась в Лидсе, её мать также была актрисой. Её детство и ранняя молодость прошли в бедности и чёрной работе. В 15 лет оставила родной дом и отправилась в Лондон.
В 1865 году она появилась на сцене театра города Маргита в роли Джулии в «Горбуне», и впоследствии её имя долго связывали именно с этой героиней. В течение следующих нескольких лет она играла в нескольких лондонских и провинциальных театрах различные роли, включая Розалинд, Эми Робсарт и Ребекку (в «Айвенго»), Беатрис, Виолу и Изабеллу (в пьесе «Мера за меру»). В 1872 году она посетила Америку, где её красота и талант сделали её очень популярной и куда она затем неоднократно возвращалась. Была замужем за Филипом Генри Ли, но развелась с ним в 1877 году. Умерла в возрасте 32 лет от разрыва левой маточной трубы.